# University Ranking by Academic Performance
University Ranking by Academic Performance (URAP) ― глобальный рейтинг университетов, разработанный Институтом информатики Ближневосточного технического университета, который с 2010 года публикует ежегодные национальные и глобальные рейтинги колледжей и университетов, в которые включены 2 000 лучших учебных заведений мира. Наукометрия измерений URAP основывается на данных, полученных из Института научной информации посредством Web of Science и inCites. Для глобального рейтинга URAP использует такие показатели, как эффективность исследований, включая количество статей, их цитирование, общее количество научной документации, общий импакт статей, общий импакт цитирования и уровень развития международного сотрудничества. В дополнение к глобальным рейтингам, URAP также публикует региональные рейтинги университетов Турции при использованием дополнительных показателей, таких как количество студентов и преподавателей. Данные здесь они получают от Центра измерения, отбора и трудоустройства ÖSYM.
По состоянию на 2020 год наивысшую позицию в рейтинге среди российских высших учебных заведений занимает МГУ им. Ломоносова (209 место).

## Методология
URAP собирает данные из международных библиометрических баз данных, таких как Web of Science и InCites, предоставленных Институтом научной информации. URAP использует данные 2500 высших учебных заведений (ВУЗов) с наибольшим количеством опубликованных статей. Общий балл каждого вуза основан на его работе по нескольким показателям. Из 2500 выбранных вузов 2000 лучших включаются в рейтинг, публикуемый URAP. Составляются также 23 отдельных рейтинга по областям науки.

### Индикаторы
URAP использует шесть основных показателей для измерения академической успеваемости. Среди них ― количество статей (до 21 %), их цитирование (до 21 %), общее количество научной документации (10 %), общий импакт статей (18 %), общий импакт цитирования (15 %) и уровень развития международного сотрудничества (15 %). Необработанные библиометрические данные, лежащие в основе шести основных показателей URAP, имеют сильно неравномерное распределение. Для решения этой проблемы использовались медианы показателей. Система Delphi была разарботана группой экспертов для присвоения весовых баллов индикаторам. Всего по индикаторам распределяется 600 баллов. URAP использует дополнительные показатели для ранжирования университетов Турции, как то количество студентов и преподавателей.

## Отзывы
Рейтинг URAP охватывает значительно больше учреждений, чем другие основные рейтинговые системы. В одной из статей, опубликованных в European Journal of Education, упоминается, что «хотя рейтинг менее известен, чем SRG, ARWU, THE и QS, он интересен тем, что в нём публикуется список из 2000 университетов, а прочие вышеуказанные рейтинги охватывают не более 700 университетов». Об этом также говорится в отчёте 2013 года, опубликованном Ассоциацией университетов Европы, который указывает на то, что URAP вместе с системой ранжирования SCImago «заполняют важный пробел на рынке рейтингов, поскольку их индикаторы измеряют эффективность значительно большего числа университетов: до 2000 в случае URAP и более 3000 в случае SCImago, по сравнению с 400 в THE, 500 в рейтинге SRC ARWU, NTU и CWTS, и около 700 в QS».
Индикаторы, используемые в URAP, имеют абсолютные значения, а не относительные значения, что даёт преимущество крупным институциям. Согласно отчёту 2013 года, опубликованного Ассоциацией университетов Европы, URAP игнорирует книги, исключает исследования в области искусства и гуманитарных наук и недостаточно представляет социальные науки. Более того, URAP не компенсирует различия в культурах публикаций из-за отсутствия нормализации по полям результатов библиометрических показателей. В отчёте также говорится, что «результаты показателя количества цитирований, в частности, а также количества публикаций, смещаются в пользу естественных наук и особенно медицины». В нём также сообщается, что из-за исключения индикаторов преподавания URAP делает акцент на научно-исследовательских учреждениях.